# Angiomyxome agressif
 Mise en garde médicale
L'angiomyxome agressif  est une tumeur myxoïde impliquant les vaisseaux sanguins.
Il peut affecter la vulve et d'autres parties du bassin.